# 伊東政喜
伊東 政喜（いとう まさよし、1881年〈明治14年〉9月7日 - 1959年〈昭和34年〉12月13日）は、日本の陸軍軍人、政治家。最終階級は陸軍中将。陸軍軍人としては主に砲兵畑を歩む。大分県日田市長を務めた。

## 経歴
大分県出身。伊東寿太郎の二男として生れる。陸軍幼年学校を経て、1902年11月、陸軍士官学校（14期）卒業。翌年6月、砲兵少尉に任官し、野戦砲兵第17連隊付となる。陸軍砲工学校高等科を卒業し、1912年11月、陸軍大学校（24期）卒業。
野戦砲兵第17連隊中隊長、陸軍省兵器局課員、陸軍野戦砲兵射撃学校教官、兵器局課員、第16師団参謀、陸軍野戦砲兵学校教官、軍務局砲兵課長、同兵務課長、近衛野砲兵連隊長、砲兵監部員などを歴任し、1930年8月、陸軍少将に進級。野戦重砲兵第1旅団長、野戦砲兵学校教育部長、同校長などを経て、1934年8月、陸軍中将となった。砲兵監、第3師団長を勤め、1937年8月、予備役に編入されたが、上海事変の勃発により翌月に召集され、第101師団長となり出征。翌年9月に戦傷を受け帰国。参謀本部付を経て、1939年4月、召集解除となった。
1945年3月から12月まで故郷大分県の日田市長を務めた。
戦後、公職追放となる。その後は日本傷痍軍人会副会長を務めた。

## 栄典
位階
- 1936年（昭和11年）10月1日 - 正四位[6]
- 1939年（昭和14年）4月24日 - 従三位[7]

勲章等
- 1940年（昭和15年）8月15日 - 紀元二千六百年祝典記念章[8]

## 親族
- 娘婿: 柏原兵太郎（官僚）[1]
- 孫: 柏原兵三（作家、兵太郎の息子）

## 小説
- 柏原兵三『徳山道助の帰郷』新潮社、1967年。
  - 孫の兵三による伝記的小説である。徳山道助（＝伊東）の、日露戦争に出征した回想や結婚生活、予備役編入、そして第101師団長として再び出征するさまを「帰郷」を中心にして描いてゆく。彼は、日露役の際、凱旋した自分を迎えてくれた故郷こそが自分にとって最も心地のよい場所であると捉え、戦後に窮乏した時あらためて故郷とは何かを考えることになる。

## 文献
- 鈴木淳・古川隆久・劉傑編『第百一師団長日誌 伊東政喜中将の日中戦争』中央公論新社、2007年。
- 秦郁彦編『日本陸海軍総合事典』第2版、東京大学出版会、2005年。
- 福川秀樹『日本陸軍将官辞典』芙蓉書房出版、2001年。
- 外山操編『陸海軍将官人事総覧 陸軍篇』芙蓉書房出版、1981年。
- 歴代知事編纂会編『日本の歴代市長』第3巻、1985年。
- 総理庁官房監査課編『公職追放に関する覚書該当者名簿』日比谷政経会、1949年。